# Hòa ước Quý Hợi (1863)
Hòa ước Quý Hợi đã được ký kết vào ngày 14 tháng 4 năm 1863 giữa đại diện của nhà Nguyễn và Pháp. Dựa trên các điều khoản của hiệp định, ba cảng Việt Nam đã được mở (Đà Nẵng, Ba Lạt và Quảng Yên). Hơn nữa, tự do hoạt động truyền giáo đã được cho phép và các vấn đề đối ngoại của Việt Nam nằm dưới sự bảo hộ của đế quốc Pháp. Sài Gòn bị Pháp chiếm giữ vào năm 1862, được tuyên bố là thủ đô của Nam Kỳ. Nhìn chung, hòa ước đã xác nhận các nguyên lý của Hòa ước Nhâm Tuất (1862).